# 쉬잔 마네
쉬잔 마네(Suzanne Manet, 본명; 쉬잔 린호프(Suzanne Leenhoff), 1829년 10월 30일~1906년 3월 8일)는 네덜란드 태생의 피아니스트이자 화가 에두아르 마네의 아내로 마네의 그림에 자주 등장한다.

## 에두아르 마네와의 만남

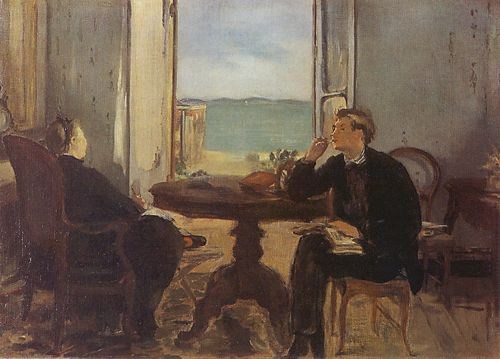
《아르카숑의 내부》(마네 부인과 레온 린호프), 에두아르 마네, 1871년

뛰어난 피아니스트였던 린호프는 1851년에 마네의 아버지 오귀스트에 의해 에두아르와 그의 형제들의 피아노 교사로 처음 고용되었다. 에두아르 마네에게 엄격했던 아버지 오귀스트는, 자신의 아들에게 예술 대신 법학을 공부하도록 했다. 쉬잔과 에두아르는 20대 초반에 연인 관계로 발전했고 약 10년 동안 연애를 이어갔다. 에두아르는 부모님의 집을 떠난 후, 아버지에게 쉬잔과의 관계를 비밀로 유지한 체 그녀와 같이 살았다.(린호프는 오귀스트의 애인이었을 수도 있다.) 그러나 린호프는 1852년 1월 29일에 혼외정사로 아들 레온에두아르 코엘라(Léon-Édouard Koëlla, 후에 Léon Koëlla-Leenhoff)를 낳았다. 출생증명서에는 린호프가 어머니로, 코엘라가 아버지로 기록되어 있는데, 이 인물의 신원은 확인되지 않았으며 이는 아마 사실이 아닐 확률이 높다. 아들 레온은 1855년에 세례를 받았고 쉬잔의 남동생으로 알려지게 되었다. 결국 쉬잔과 에두아르는 에두아르의 아버지가 죽은 지 1년 후인 1863년 10월에 결혼했다. 에두아르는 레온을 그의 아들로 공식적으로 인정하지 않았다. 일부에서는 레온의 아버지가 에두아르 마네의 아버지인 오귀스트였을 수도 있다고 추측하기도 한다.
레온은 에두아르 마네의 그림에 자주 등장한다. 가장 유명한 작품으로는 1861년작 《칼을 들고 있는 소년》과 《비누방울을 불고 있는 소년》이 있다. 그는 또한 마네의 그림 《발코니》에서 뒤에서 쟁반을 들고 있는 소년으로 등장한다.

## 드가의 초상화

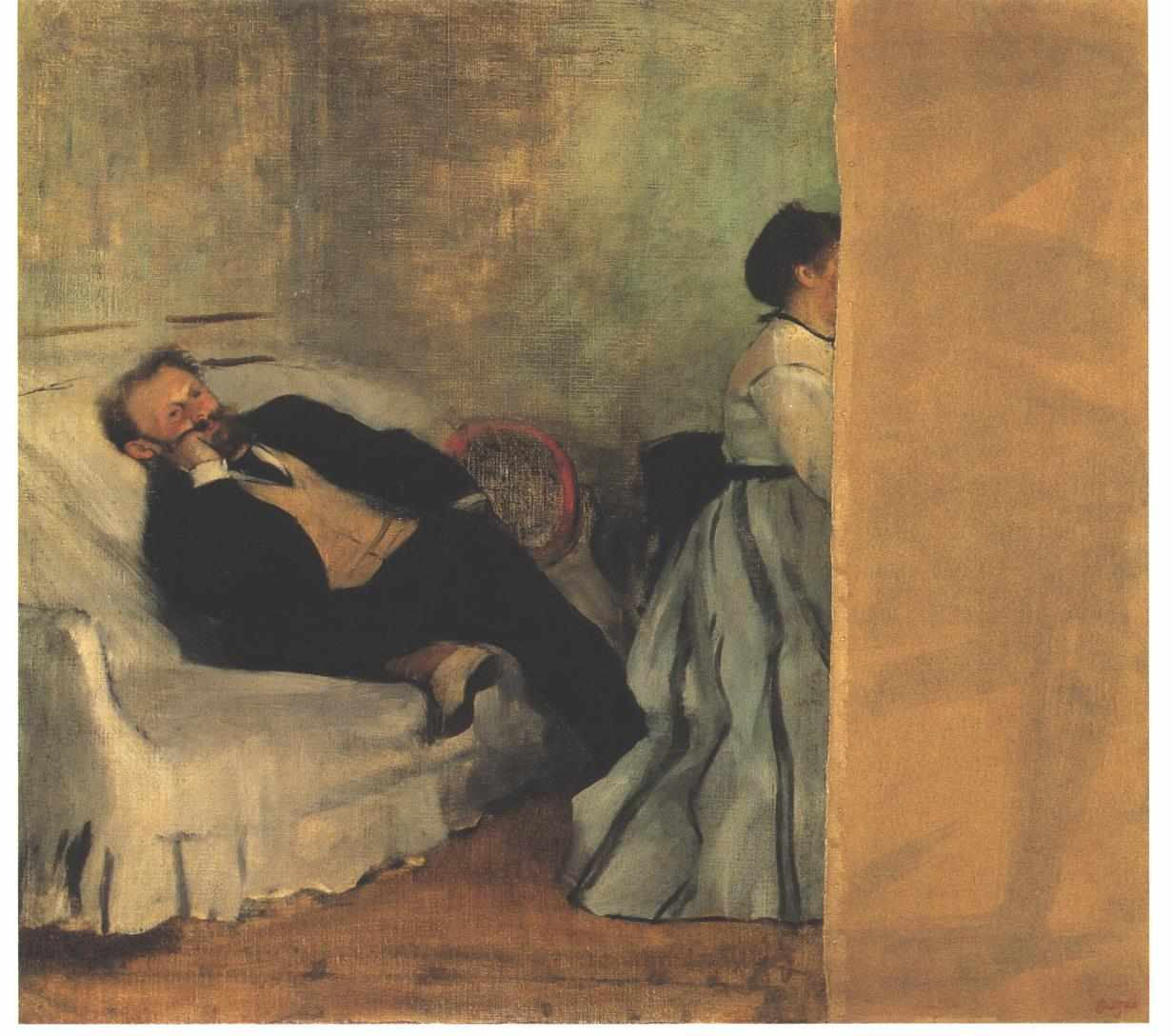
《마네 부부》, 에드가 드가, 1868년에서 1869년 사이

에두아르 마네와 에드가 드가는 1862년 루브르 박물관에서 우연히 만났고, 깊은 대화를 나누며 마네가 에칭 예술을 보여준 뒤 둘은 평생 친구가 되었다. 1868년, 드가는 마네와 그의 아내의 초상화를 그렸다. 그림 속 마네는 소파에 기대어 앉아 있으며 수잔은 피아노에 앉아 연주하고 있는 것으로 보인다. 그러나 이 그림은 작품 속 쉬잔의 몸을 가르며 세로로 찢겨 나갔다. 확실하진 않지만 마네가 의도적으로 찢은 것으로 추측된다. 이유는 확실하진 않지만 드가가 쉬잔을 그린 방식이 마음에 들지 않아서, 아니면 당시 드가와 불화가 있어서, 아니면 아내에게 화가 나서 그림을 찢었을 것이라는 추측들이 있다. 결국 마네는 《피아노를 치는 마네 부인》을 그려 피아노를 치는 쉬잔을 자신의 그림으로 다시 묘사했다. 드가는 자신의 그림이 찢어졌다는 사실을 알고 에두아르에게 그림을 돌려달라고 요구한 후 그림을 다시 가져갔다. 드가는 피아노 앞에 앉아 있는 쉬잔의 모습을 다시 그리려고 했으며, 세기가 바뀔 무렵 미술상인 앙브루아즈 볼라르와 대화하면서 그 의도를 다시 한 번 강조했다. 그러나 드가는 그림을 고칠 방법이 없었고 이 그림은 일본 기타큐슈 시립 미술관에 찢어진 상태 그대로 전시되어 있다.

## 에두아르 마네의 작품 속 쉬잔

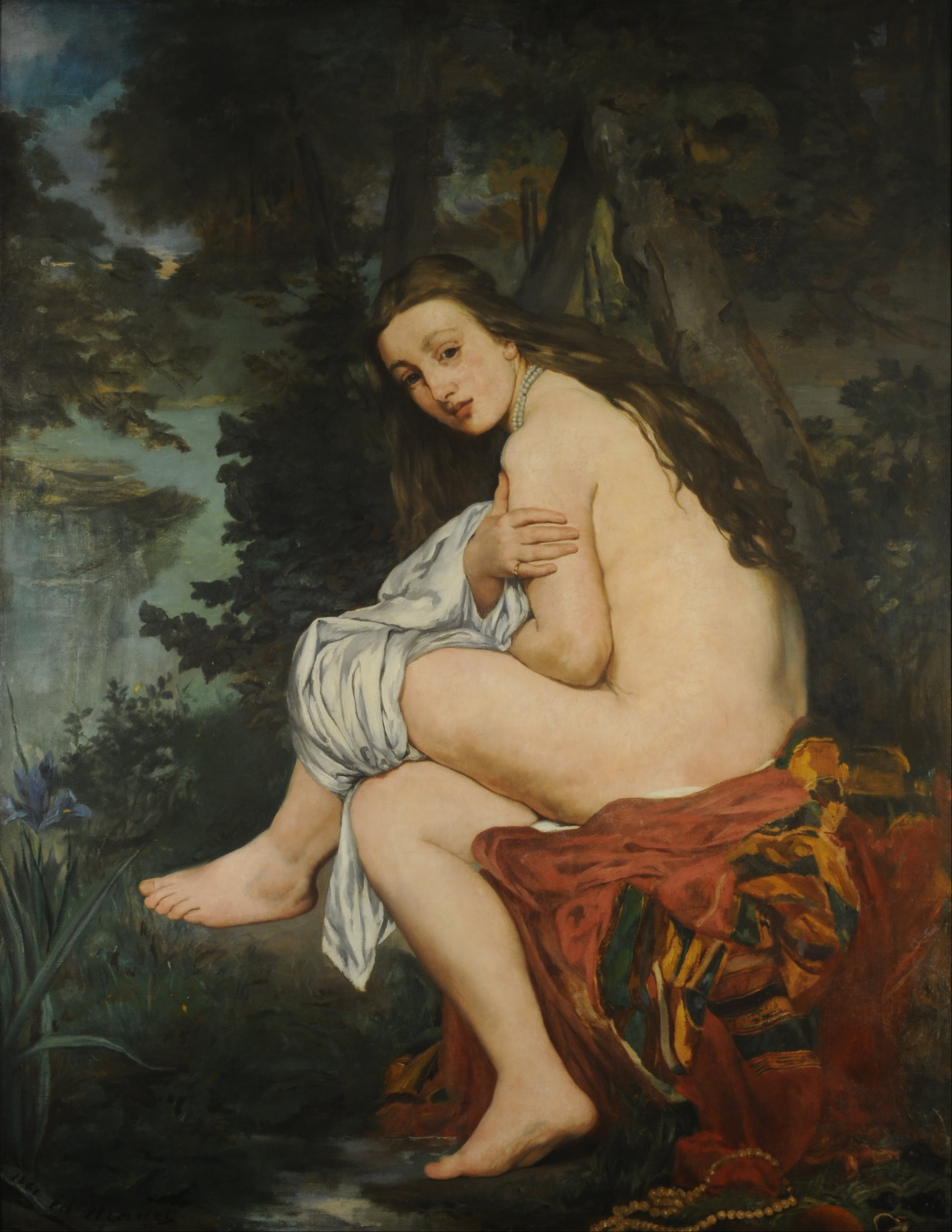
《놀란 요정》, 에두아르 마네, 1859년~1861년
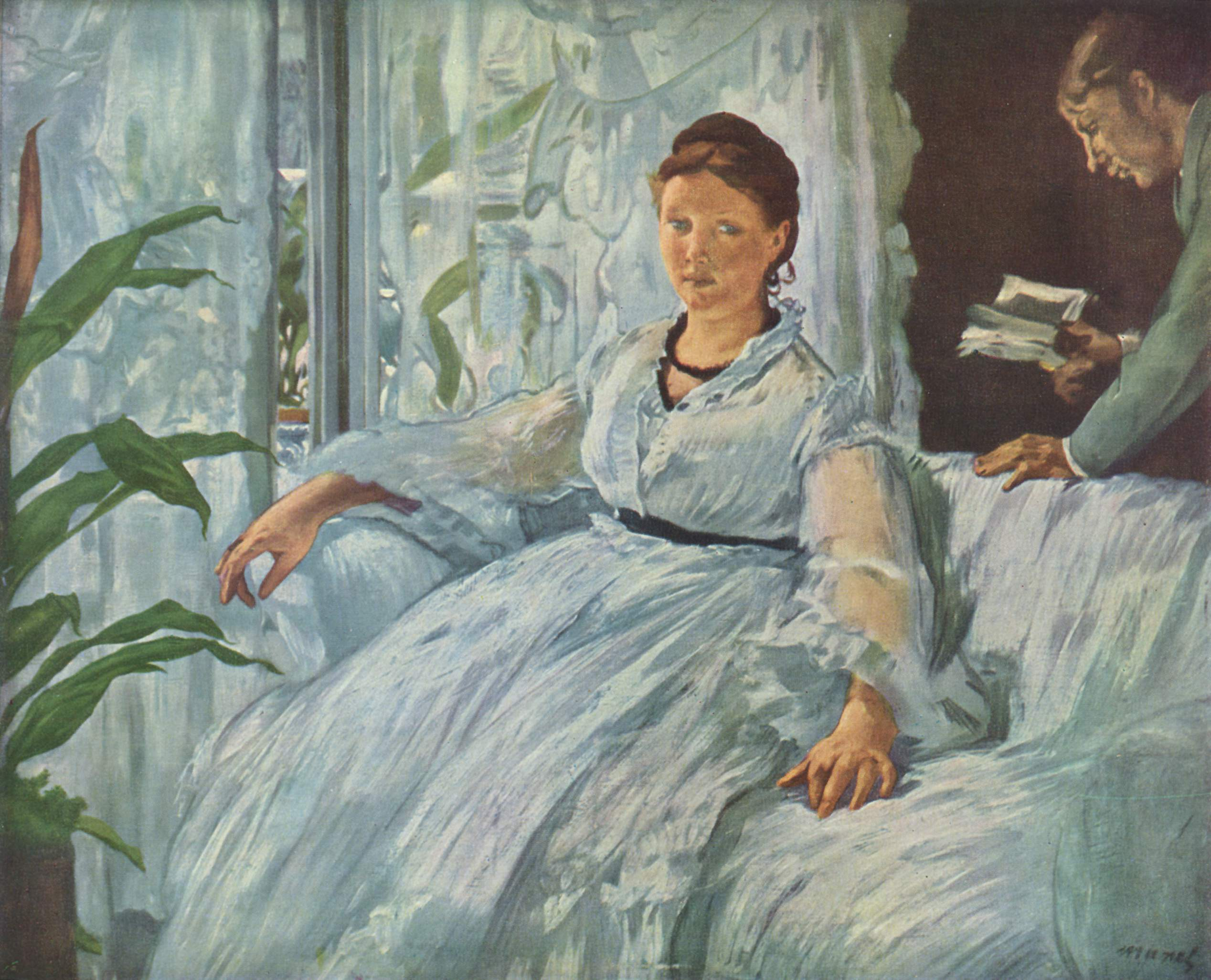
《독서》, 에두아르 마네, 1868년
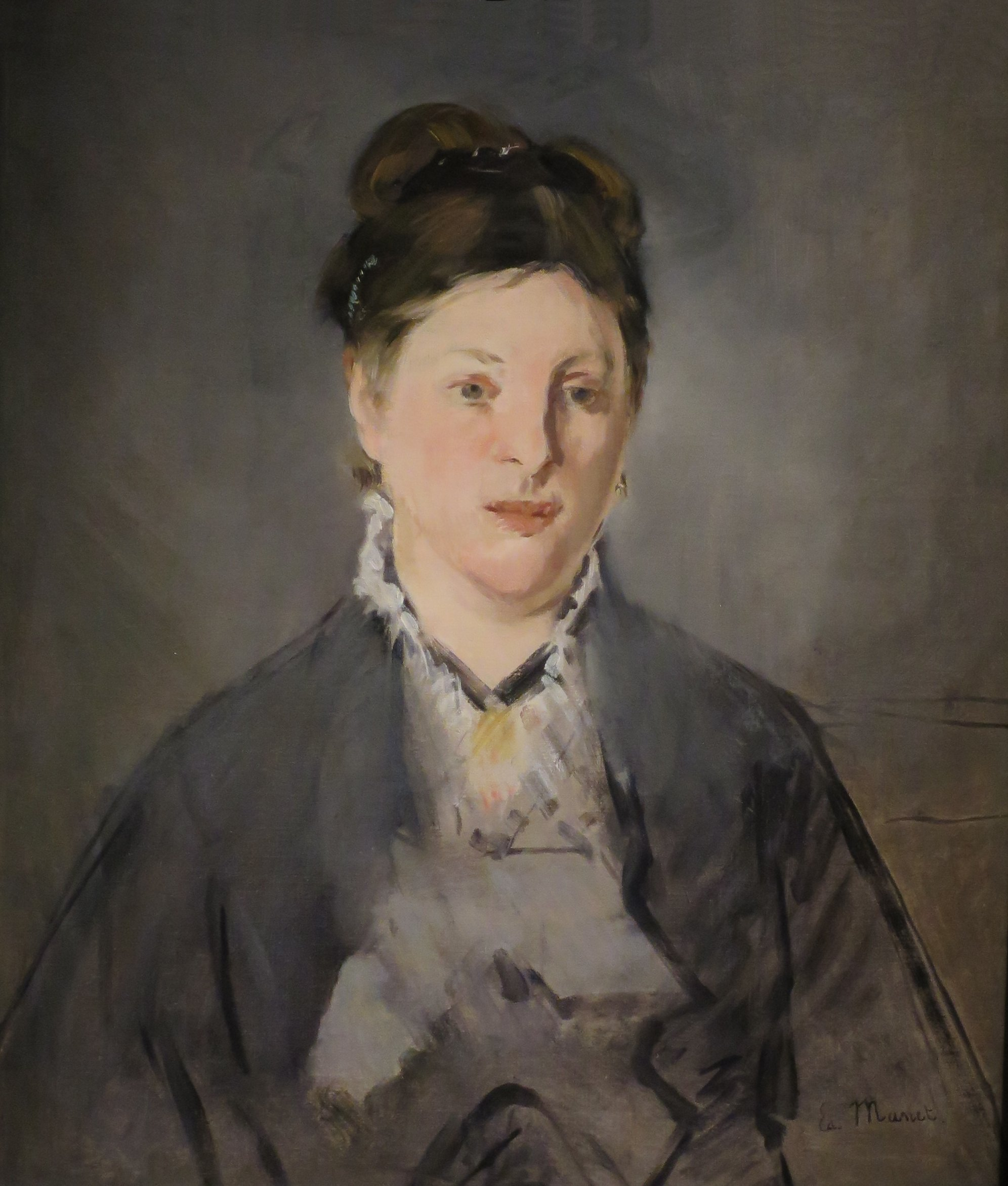
《마네 부인》, 에두아르 마네, 1874년~1876년
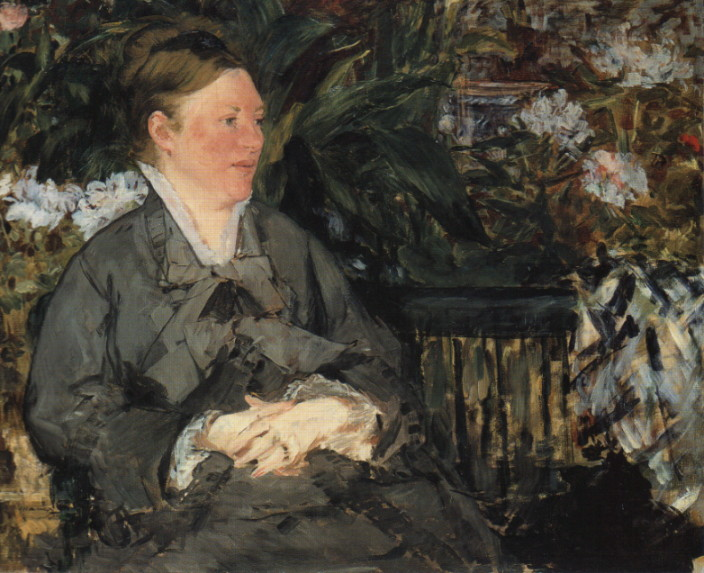
《온실 속 마네 부인》, 에두아르 마네, 1879년
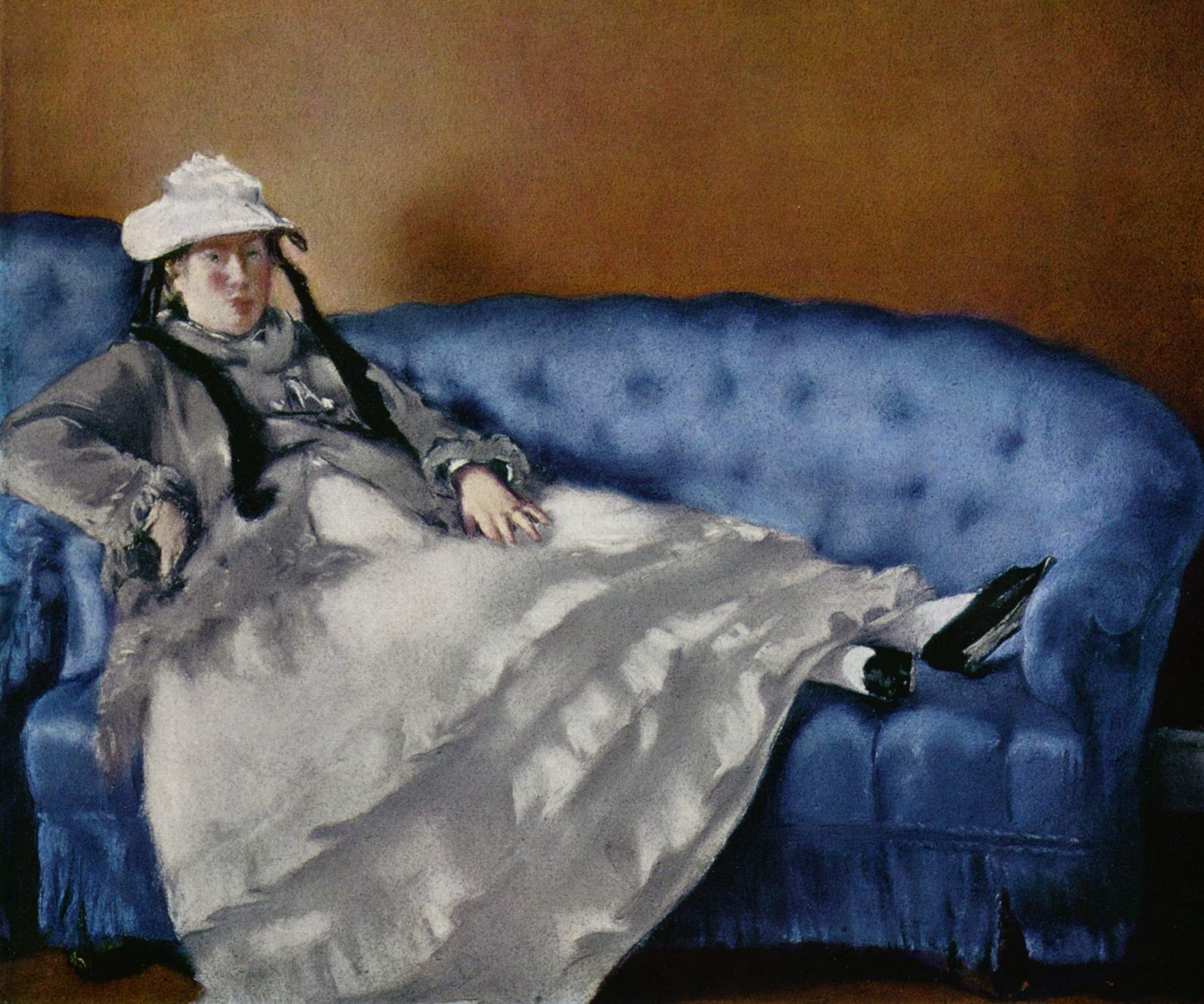
《푸른 소파에 기대 있는 마네 부인》, 에두아르 마네, 1880년경
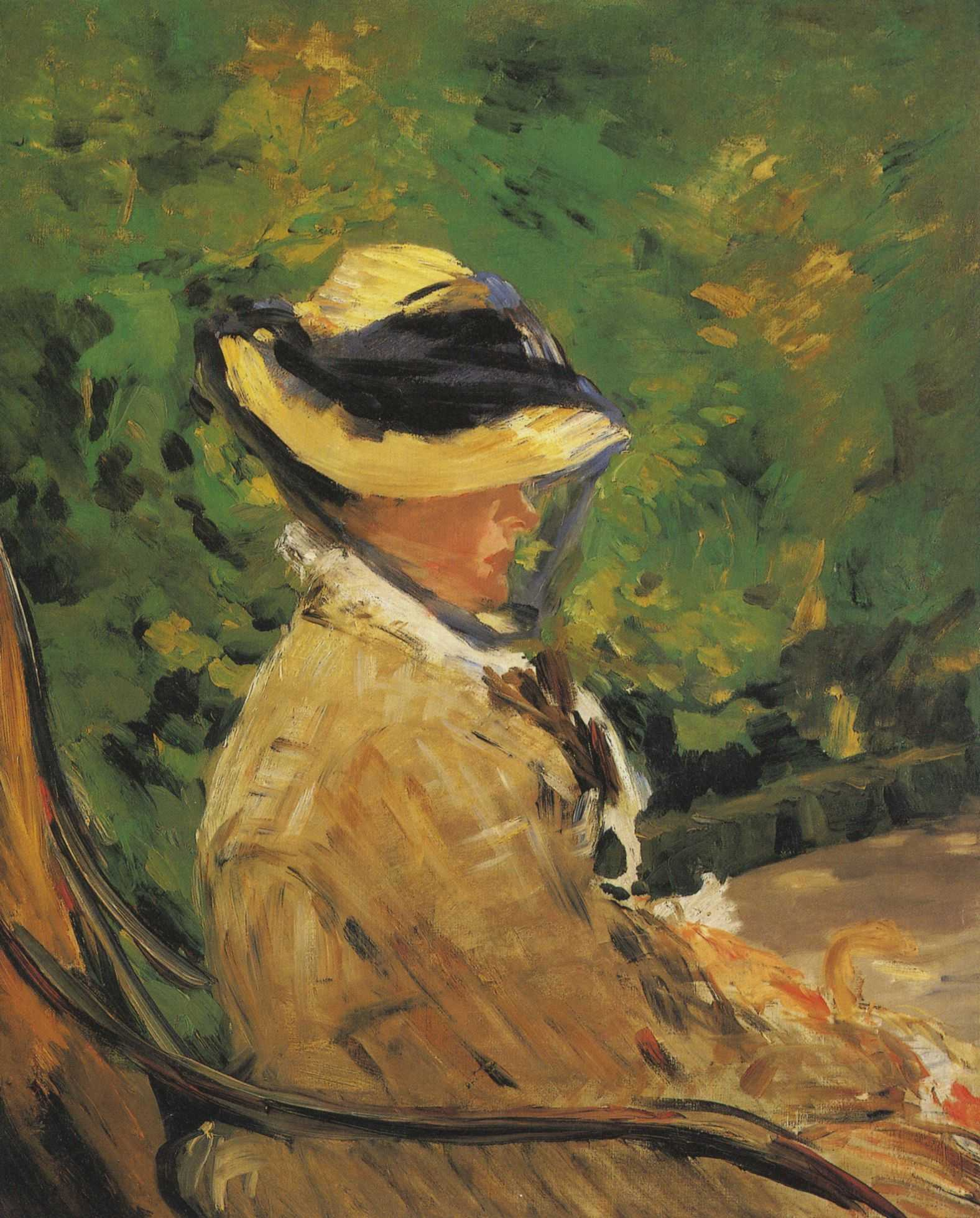
《벨뷰 정원의 마네 부인》, 에두아르 마네, 1880년
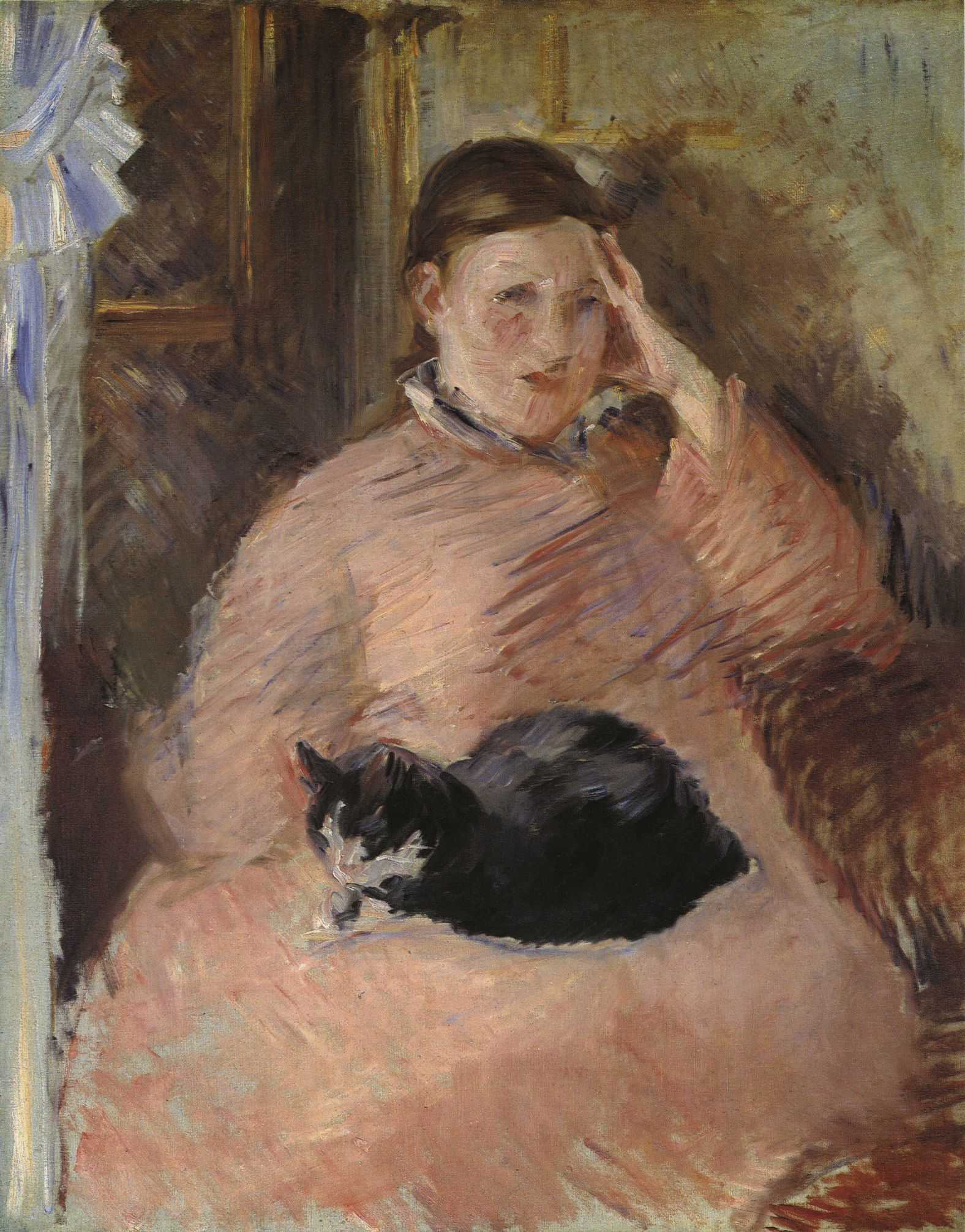
《고양이와 여성》, 에두아르 마네, 1880년경